# Каселла, Майко
Майко Каселла Шут (исп. Maico Casella Schuth; род. 5 июня 1997, Буэнос-Айрес) — аргентинский хоккеист на траве, нападающий голландского клуба «Тилбург» и сборной Аргентины.

## Биография
Майко Каселла Шут родился 5 июня 1997 года в Буэнос-Айресе. Он начал заниматься хоккеем в возрасте пяти лет вслед за своими братьями Кевином и Романом.

## Клубная карьера
Каселла начал играть в хоккей в возрасте шести лет в Аргентине за «Сан-Фернандо». В июле 2019 года он подписал контракт с HGC из Нидерландов. Он забил 27 голов за два сезона за HGC и покинул клуб в 2021 году, перейдя в «Тилбург». Контракт клуба с игроком подписан на два сезона.

## Международная карьера
В 2014 году Каселла дебютировал за молодёжную сборную Аргентины и принял участие в отборе на летние юношеские Олимпийские игры 2014 года. На турнире Аргентина заняла первое место, Каселла забил 18 голов. Он представлял юношескую сборную на Панамериканском чемпионате среди юниоров в Торонто. На турнире он забил 18 голов, помог Аргентине завоевать золотую медаль и квалифицироваться на чемпионат мира среди юниоров. Каселла снова представлял Аргентину на чемпионате мира среди юниоров в Лакхнау, где команда заняла 5-е место.
Каселла дебютировал в составе взрослой национальной сборной в 2015 году в тестовых матчах против США в Бостоне. Он вошёл в состав на чемпионат мира 2018 года, где сыграл во всех четырех играх. В июле 2019 года он был выбран в сборную Аргентины на Панамериканские игры 2019 года. Сборная выиграла золотую медаль, победив в финале Канаду 5:2. Он был одним из лучших бомбардиров, отличившись на турнире десятью голами. Такой же результат показал его соотечественник Леандро Толини. В декабре 2019 года он был номинирован на премию «Восходящая звезда года». 25 июня 2021 года стало известно, что Каселла поедет на летние Олимпийские игры 2020 года в Токио. Аргентина вышла из группы, но в четвертьфинале проиграла Германии 1:3.